# 2,4-ジアミノトルエン
2,4-ジアミノトルエン(2,4-Diaminotoluene)は、C6H3(NH2)2CH3の化学式を持つ有機化合物である。この化学式を持つ6つの異性体のうちの1つである。白色固体であるが、サンプルはしばしば黄褐色を呈する。ニッケル触媒を用いて、2,4-ジニトロトルエンの水素化によって製造される。販売されているサンプルは、しばしば最大20%程度の2,6-異性体を含む。
主に、ポリウレタンの材料となるトルエンジイソシアネートの前駆体として用いられる。

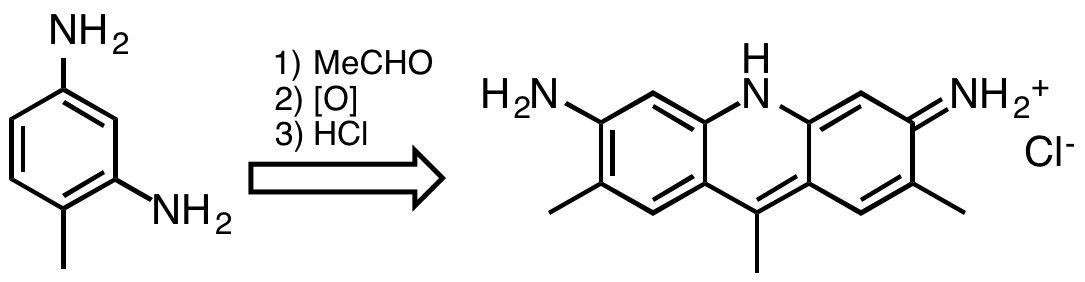
黄色9号の合成

塩化ベンゼンジアゾニウムとの反応によって、陽イオンアゾ化合物の色素である橙色1号が得られる。アセトアルデヒドとの縮合によって、アクリジン色素の黄色9号が得られる。